# Кисела Вода (община)
Община Кисела Вода (мак. Општина Кисела Вода) — община в Північній Македонії. Община є адміністративною одиницею-мікрорайоном столиці країни — Скоп'є, розташована на півночі Македонії, Скопський статистично-економічний регіон, з населенням 57 236 мешканців, які проживають на площі 34,24 км².